# 蘇希科貝利亞喬克
49°5′28″N 33°59′13″E / 49.09111°N 33.98694°E
蘇希科別利亞喬克（烏克蘭語：Сухий Кобелячок），是烏克蘭中部的村莊，隸屬波爾塔瓦州的克雷門丘克區。該村處於科別利亞喬克河畔，距離蘇什基2公里，海拔高度102米，2001年人口8。